# Santana da Ponte Pensa
Santana da Ponte Pensa este un oraș în São Paulo (SP), Brazilia.